# Kimberlyn King-Hinds
Pour les articles homonymes, voir King et Hinds.
Kimberlyn King-Hinds, née le 10 avril 1975 à Tinian, est une femme politique américaine des îles Mariannes du Nord. Membre du Parti républicain, elle est déléguée de ce territoire à la Chambre des représentants des États-Unis depuis 2025.

## Biographie
Kimberlyn King-Hinds est originaire de Tinian et travaille comme avocate. Elle fut également directrice du Commonwealth Ports Authority.
Membre du Parti républicain, King-Hinds est élue déléguée à la Chambre des représentants des États-Unis pour les Îles Mariannes du Nord lors des élections de 2024, en remplacement du démocrate Gregorio Sablan, avec 40,34% des voix. Elle devient la première femme élue à la Chambre pour représenter ce territoire.